# Josef Armin
Josef Armin (* 4. August 1858 als Josef Rottenstein in Pest, Kaisertum Österreich; † 25. Februar 1925 in Wien) war ein ungarisch-österreichischer Komiker, Coupletsänger, Bühnenautor und -regisseur sowie Schriftsteller. Er war einer der „Hausautoren“ des Budapester Orpheums in Wien.

## Leben und Wirken

### Wanderjahre und Karriere als Sänger und Theaterschaffender
Josef Armin wurde 1858 als Sohn eines Schneiders in Pest geboren. Seinen ersten Auftritt absolvierte er im Alter von 12 Jahren am Deutschen Theater in Budapest, wo er von Regisseur Seiler ausgebildet wurde.
Als Jugendlicher ging er nach Wien, wo er in einem Tuchgeschäft arbeitete. Nebenbei setzte er seine Ausbildung in der Kürschner’schen Theaterakademie an der Tuchlauben seine Ausbildung fort. Bald schloss er sich einer reisenden Volkssängergesellschaft an, mit der er in Galizien umherzog. In Lemberg lernte er das Gesangsduo und Geschwister Käthe und Anna Rieder kennen, die als „Goldamseln“ ihre Auftritte absolvierten. Er schloss sich mit den beiden zusammen und heiratete Käthe. Die drei traten auf deutschsprachigen Bühnen in ganz Österreich-Ungarn auf. Als Anna ebenfalls heiratete und sich einen festen Wohnsitz zulegte, gingen Käthe und Josef nach Wien, wo sie einige Jahre in der Singspielhalle Albert Hirsch auftraten. Danach wurden sie an Herzmanns Orpheum nach Budapest engagiert, wo sich Armin nach einer Weile mit einer eigenen Singspielgesellschaft im Dobler-Bazar selbstständig machen wollte. Der Versuch scheiterte jedoch bald aus finanziellen Gründen und das Paar kehrte nach Wien zurück. Dort traten sie viele Jahre im Orpheum in der Wasagasse auf.
Armin profilierte sich dort nicht nur als Coupletsänger, sondern auch als Komiker, Schauspieler und Regisseur. Als Komiker bespielte er zudem unter anderem das Varieté Gartenbau und „Venedig in Wien“.

### Zweite Karriere als Lied- und Bühnenautor
Er beendete schließlich seine aktive Karriere um 1900, um sich lediglich dem Schreiben von Lied- und Bühnentexten zu widmen. Seiner zweiten Karriere war rasch Erfolg beschieden. Er schrieb zahlreiche Possen, Szenen und Couplets für Unterhaltungskünstler aller Art, die diese im gesamten deutschsprachigen Raum verbreiteten. Zu den bekanntesten Beziehern seiner Texte gehörten Heinrich Eisenbach und Armin Berg. In Armins Posse Chaim Katz vom Karmeliter Platz gab Eisenbach sein Schauspieldebüt am Budapester Orpheum. Zudem schrieb er auch Operettenlibretti wie Die Millionenbraut (Musik: Adolf Kmoch) und Johann Strauß im Olymp. Gelegentlich, wie etwa im Schwank Der Verwandlungskünstler (1905), spielte Armin selbst mit.
1902 eröffnete er ein Vertriebsbüro für Bühnenstücke und Liedtexte, das Varieté Repertoire Büro. Neben eigenen Werken vertrieb er dort auch solche anderer Autoren und Komiker, wie Louis Taufstein und Eugen Mátray.
Armin gründete zudem seine eigene Varietéschule: Josef Armin’s Institut für Varieté- und Kabarettkunst. Sitz dieser Ausbildungsstätte war das Apollo-Theater. Das nach eigenen Angaben „einzige fachmännisch geleitete Lehrinstitut für Gesangs-, Tanz- und Schaunummern, Komödienspiel, Rezitationen und Vortrag“ bot Kurse von ihm, dem „Lehrmeister der berühmtesten Artisten“, Herma Armin, der „Vortragsmeisterin für Soubretten, Diseusen und Tanzsängerinnen“ sowie Ida Armin, der „Konzertpianistin und Gesangsmeistern“ an.
Als einer der Hausautor des Budapester Orpheums in Wien schrieb er zahlreiche Possen und Lebensbilder. Häufig bezogen sich diese auf aktuelle Opern und Operetten, die man dann so umschrieb, dass sie wie eine Geschichte aus einem jüdischen Viertel Wiens erschienen. So geschah dies etwa bei Freund Fritzl, einem Stück, das 1897 im Budapester Orpheum uraufgeführt wurde und das Armin mit Hermann Rosenzweig nach der zu dieser Zeit bekannten Oper L’amico Fritz von Pietro Mascagni zu einem Einakter mit jüdischen Charakteren umschrieb. Die Persiflage wurde über zwei Jahre erfolgreich aufgeführt. In vielen anderen Fällen blieb zum Gaudium des Publikums von den persiflierten Opern und Operetten nichts anderes als Titel und Schauplatz gemein hatten, in allen anderen Belangen aber das Lokalkolorit der Leopoldstadt, dem Zentrum des jüdischen Lebens in Wien, widerspiegelten.

## Werke
Eine Auswahl von Josef Armin verfassten Texten:
Bühnenstücke und Possen
- G’schichten aus Hernals, Lebensbild, 1892
- Turf’gschichten (Musik: M. O. Schlesinger), Komödie, 1892
- Die Einquartierung auf dem Lande, Posse, 1892
- Die Menschenfresser, Lebensbild, 1892
- Chaim Katz vom Karmeliter Platz, 1894
- Der kleine Lordl, 1896
- Einen Jux wollt er sich machen, 1896
- Die Klabriaspartie im Aschantidorf, 1896
- Der Dorflump oder Ein Goldjunge, 1896
- Im Banne der Karten – Der Klabrias-Spieler, 1901
- Aus einer kleinen Garnison, Schwank, 1903
- Die Ergreiferprämie, Komödie, 1905
- Der Verwandlungskünstler, Schwank, 1905
- Der alte Heidelberg, Komödie, 1905
- Professor Zeysig, Posse, 1905
- Scheidungsgründe
- Jene hübsche Dame
- Gutmanns Erfolge
- Eine pikante Erfindung
- Das Haus muß rein bleiben (mit Arthur Franzetti), Burleske, 1913
- Der platonische Hausfreund (mit Arthur Franzetti), Schwank, 1913
- Die violette Pleureuse (mit Arthur Franzetti), Schwank, 1913
- Wenn die Toten erwachen (mit Arthur Franzetti), Burleske, 1913[3]
- Frau Morgenstock’s Hut, komische Szene, 1895
- Die Reise nach Großwardein, Gesangsposse, 1895

Operetten (Libretti)
- Die Millionenbraut (Musik: Adolf Kmoch)
- Johann Strauß im Olymp

Couplets
- Sami, reg’ dich nur nicht auf, 1912

Singspiele
- Die Töchter des Kapitän Brand, 1894
- Freund Fritzl (mit Hermann Rosenzweig; nach der Oper L’amico Fritz von Pietro Mascagni), 1897
- Chaim Frosch im Zauberlande (frei nach Ferdinand Raimund), phantastisches Zaubersingspiel, 1903
- Ein freudiges Ereignis bei Ephraim Apfelkern, 1903